# Базлык
Базлык (баш. Баҙлык) — село в Бижбулякском районе Башкортостана, административный центр Базлыкского сельсовета.

## Географическое положение
Расстояние до:
- районного центра (Бижбуляк): 7 км,
- ближайшей ж/д станции (Приютово): 47 км.

## История
Село Базлык было основано в 1727 году и является одним из ранних поселений чувашей. В 1816 году здесь находилась деревня, состоящая из 45 дворов и 246 жителей. К 1870 году количество дворов увеличилось до 107, и в них проживало 748 чувашей. В 1917 году в Базлык-Васильевке насчитывалось уже 1797 чувашей (299 дворов с 2733 десятинами пахотной земли), 214 татар (38 дворов) и 6 русских (1 двор). Эти данные были получены посредством опросов старожилов, таких как Леонтьев Семен Федорович и Яковлев Василий Егорович, которые были образованными людьми и хорошо помнили историю места.
На месте нынешнего села Базлык раньше находился густой лес с большими полянами, населенными дикими животными, такими как медведи и волки. По старым рассказам, в 1727 году чуваши переехали сюда из Белебеевского уезда, из деревень Аделькино и Семенкино. Они основали деревню и назвали её «Базлык», что произошло от башкирского слова «бозлок». Переселенцы выбрали место близ большого родника, где сейчас расположен перекресток.
В селе была церковь, и языческие верования играли значительную роль в жизни местных жителей. Они молились богам для изгонения болезней. Особенные обряды проводили полуголые беременные женщины, которые, таща соху, ограждали деревню от злых духов. Жители ежегодно отмечали различные религиозные праздники с жертвоприношениями.
К началу 20 века жизнь в деревне оставляла желать лучшего: население страдало от голода и работало на богатых. В 1922 году часть жителей отделилась от села Базлык и основала поселок на реке Чатра, а в 1923 году село разделилось на две части: верхнюю (Базлык) и нижнюю (Богоявление). В следующие годы из Богоявленки и Базлыка выделялись новые поселки, и вскоре на территории сформировалось пять населенных пунктов, объединенных в Базлыкский сельсовет.
Со временем жители стали называть и обозначать поля, леса, овраги и реки, что также отразило их освоение природы и окружения. Наиболее известными местами на территории села являются его высоты и горы.
Название происходит от названия местности Баҙлык.

## Население
| 2002 | 2009 | 2010 |
| ---- | ---- | ---- |
| 1023 | ↘997 | ↘916 |

Согласно переписи 2002 года, преобладающая национальность — чуваши (95 %).

## Инфраструктура
Средняя общеобразовательная школа им. К. Иванова

## Религия
В селе есть православная церковь Архангела Михаила.

## Известные уроженцы
- Сергеев, Петр Васильевич (18 июля 1929 года — 14 ноября 1981 года) — тракторист колхоза имени М. Горького Бижбулякского района БАССР, Герой Социалистического труда.